# Verkeersborden in België - Serie C: Verbodsborden
Verkeersborden zoals gedefinieerd in Titel III Hoofdstuk II van het Belgische Koninklijk Besluit van 1 december 1975 van het algemeen reglement op de politie van het wegverkeer en van het gebruik van de openbare weg. (B.S. 09.12.1975) - Serie C.

## C: Verbodsborden

C1: Verboden richting voor iedere bestuurder.
C3: Verboden toegang, in beide richtingen, voor ieder bestuurder.
C5: Verboden toegang voor bestuurders van motorvoertuigen met meer dan twee wielen en van motorfietsen met zijspan.
C6: Verboden toegang voor bestuurders van motorvoertuigen met vier wielen, geconstrueerd voor onverhard terrein, met een open carrosserie, een stuur als op een motorfiets en een zadel.
C7: Verboden toegang voor bestuurders van motorfietsen.
C9: Verboden toegang voor bestuurders van bromfietsen.
C11: Verboden toegang voor bestuurders van rijwielen.
C13: Verboden toegang voor bestuurders van gespannen.
C15: Verboden toegang voor ruiters.
C17: Verboden toegang voor bestuurders van handkarren.
C19: Verboden toegang voor voetgangers.
C21: Verboden toegang voor voertuigen waarvan de massa in beladen toestand hoger is dan de aangeduide massa.
C22: Verboden toegang voor autocars.
C23: Verboden toegang voor bestuurders van voertuigen gebruikt voor het vervoer van zaken.
C24a: Verboden toegang voor bestuurders van voertuigen die gevaarlijke goederen vervoeren.
C24b: Verboden toegang voor  bestuurders van voertuigen die gevaarlijke ontvlambare of ontplofbare stoffen vervoeren.
C24c: Verboden toegang voor  bestuurders van voertuigen die gevaarlijke verontreinigende stoffen vervoeren.
C25: Verboden toegang voor  bestuurders van voertuigen of slepen waarvan de lengte, lading inbegrepen, groter is dan het aangeduide.
C27: Verboden toegang voor bestuurders van voertuigen waarvan de breedte, lading inbegrepen, groter is dan het aangeduide.
C29: Verboden toegang voor bestuurders van voertuigen waarvan de hoogte, lading inbegrepen, groter is dan het aangeduide.
C31d: Verbod aan het volgend kruispunt af te slaan in de richting door de pijl aangegeven.
C31g: Verbod aan het volgend kruispunt af te slaan in de richting door de pijl aangegeven.
C33: Vanaf het verkeersbord tot het volgend kruispunt, verbod te keren.
C35: Vanaf het verkeersbord tot het volgend kruispunt, verbod een gespan of een voertuig met meer dan twee wielen, links in te halen.
C37: Einde verbod opgelegd door het verkeersbord C35.
C39: Vanaf het verkeersbord tot het volgend kruispunt, verbod voor bestuurders van voertuigen of slepen gebruikt voor het vervoer van zaken, waarvan de maximale toegelaten massa meer dan 3500 kg bedraagt, een gespan of een voertuig met meer dan twee wielen links in te halen.
C41: Einde verbod opgelegd door het verkeersbord C39.
C43: Vanaf het verkeersbord tot het volgend kruispunt, verbod te rijden met een grotere snelheid dan deze die is aangeduid.
C45: Einde van de snelheidsbeperking opgelegd door het verkeersbord C43.
C46: Einde van alle plaatselijke verbodsbepalingen opgelegd aan de voertuigen in beweging.
C47: Tolpost, verbod voorbij te rijden zonder te stoppen.

### Gebruikte onderborden

Type Ia: Onderbord gebruikt samen met C21, C22, C23, C24a, C24b, C24c, C25, C27, C29 en C43 om een verbod aan te kondigen
Type VI: Onderbord gebruikt samen met C43 om een verbod te herhalen
Type VIIa: Onderbord gebruikt samen met C23 om het verbod te beperken tot de bestuurders van voertuigen waarvan de massa in beladen toestand hoger is dan het aangeduide. Eveneens gebruikt samen met C48 om het verbod te beperken tot de bestuurders van voertuigen waarvan de maximale toegelaten massa hoger is dan de aangeduide.
M2: Onderbord gebruikt samen met C1, C3 en C31 om aan te duiden dat het verbod niet geldt voor fietsers
M3: Onderbord gebruikt samen met C1, C3 en C31 om aan te duiden dat het verbod niet geldt voor fietsers en bestuurders van bromfietsen klasse A
M3bis: Onderbord gebruikt samen met C3 en C31 om aan te duiden dat het verbod niet geldt voor fietsers en bestuurders van bromfietsen klasse A en B, en speedpedelecs
M11: Onderbord gebruikt samen met C1, C3 en C31 om aan te duiden dat het verbod niet geldt voor fietsers en bestuurders van speedpedelecs
M12: Onderbord gebruikt samen met C1, C3 en C31 om aan te duiden dat het verbod niet geldt voor fietsers en bestuurders van bromfietsen klasse A en speedpedelecs

### Historische borden

C48: Vanaf het verkeersbord tot het volgend kruispunt, verbod de cruise control of kruissnelheidsregelaar te gebruiken.
C49: Einde verbod opgelegd door het verkeersbord C48.

A: Gevaarsborden · 
B: Voorrangsborden · 
C: Verbodsborden · 
D: Gebodsborden · 
E: Parkeren- en stilstaanborden · 
F: Aanwijzingsborden

Onderborden